# Noterus
Genre
Noterus est un genre d'insectes de l'ordre des coléoptères, de la famille des Noteridae.

## Distribution
Zone paléarctique (Europe comprise), Moyen-Orient, Afrique du Nord.

## Liste d'espèces
Selon BioLib (21 janv. 2015) :
- Noterus angustulus Zaitzev, 1953
- Noterus clavicornis (De Geer, 1774)
- Noterus crassicornis (O. F. Müller, 1776)
- Noterus granulatus Régimbart, 1883
- Noterus japonicus Sharp, 1873
- Noterus laevis Sturm, 1834
- Noterus ponticus Sharp, 1882